# Zengő (keresztnév)
A Zengő újabb keletű névalkotás a zengő szóból, illetve a Zengő hegy nevéből.

## Gyakorisága
Az 1990-es években szórványos név, a 2000-es években nem szerepel a 100 leggyakoribb női név között.

## Névnapok
ajánlott névnap
- május 31.[2]

## Híres Zengők
- Markó Zengő műugró